# Peter Börgers
Peter Börgers ist ein deutscher Poolbillardspieler. Er wurde 1977 deutscher Meister im Herren-Einzel.

## Karriere
Bei der deutschen Meisterschaft 1977 gewann Peter Börgers durch einen Finalsieg gegen Werner Brücker den 8-Ball-Pokal-Wettbewerb. Zwei Jahre später erreichte er erneut das Finale, verlor jedoch gegen Günter Geisen. Bei der Europameisterschaft 1980 gewann er die Bronzemedaille im 8-Ball. 1994 gewann er bei der deutschen Meisterschaft im Finale gegen Karl Heinz Schmidt den 8-Ball-Wettbewerb der Senioren. Im selben Jahr wurde er durch einen Finalsieg gegen den Schweizer Danny Eichenberger Senioren-Europameister im 9-Ball. Bei der Senioren-EM 1995 gewann Börgers Bronze im 9-Ball und wurde im Finale gegen den Österreicher Leo Täubl 8-Ball-Europameister. 1996 erreichte er bei der Senioren-EM den dritten Platz im 8-Ball. Bei der deutschen Meisterschaft 1997 gewann Börgers die Bronzemedaille im 8-Ball der Senioren.